# Даргелас, Андре-Анри
Андре Анри Даргелас (11 октября 1828, Бордо — июнь 1906, Экуан) — французский живописец и рисовальщик реалистического направления.

## Биография
С 1850 года работы Даргеласа пользовались особым успехом в Великобритании после восторженной рецензии английского искусствоведа Джона Раскина, который оценил типичный сентиментальный взгляд Даргеласа на детство.
С 1857 года он начал выставлять свои работы в Парижском салоне .
На живописный стиль и темы Даргеласа повлияли уроки Шардена, в то время очень популярного во Франции .
Во второй половине своей жизни Даргелас переехал из Парижа в Экуан, где основал École Écouen, к которой присоединились различные художники. Французский художник-реалист Теофиль Эммануэль Дюверже был его тестем.

## Поэтика
Даргелас и его ученики посвятили себя представлению социальных классов. Основными темами их работ являются сцены повседневной жизни с предпочтением изображения детей. В частности, повторяющаяся тема школы указывает на то значение, которое художник придает массовому образованию.

## Некоторые работы

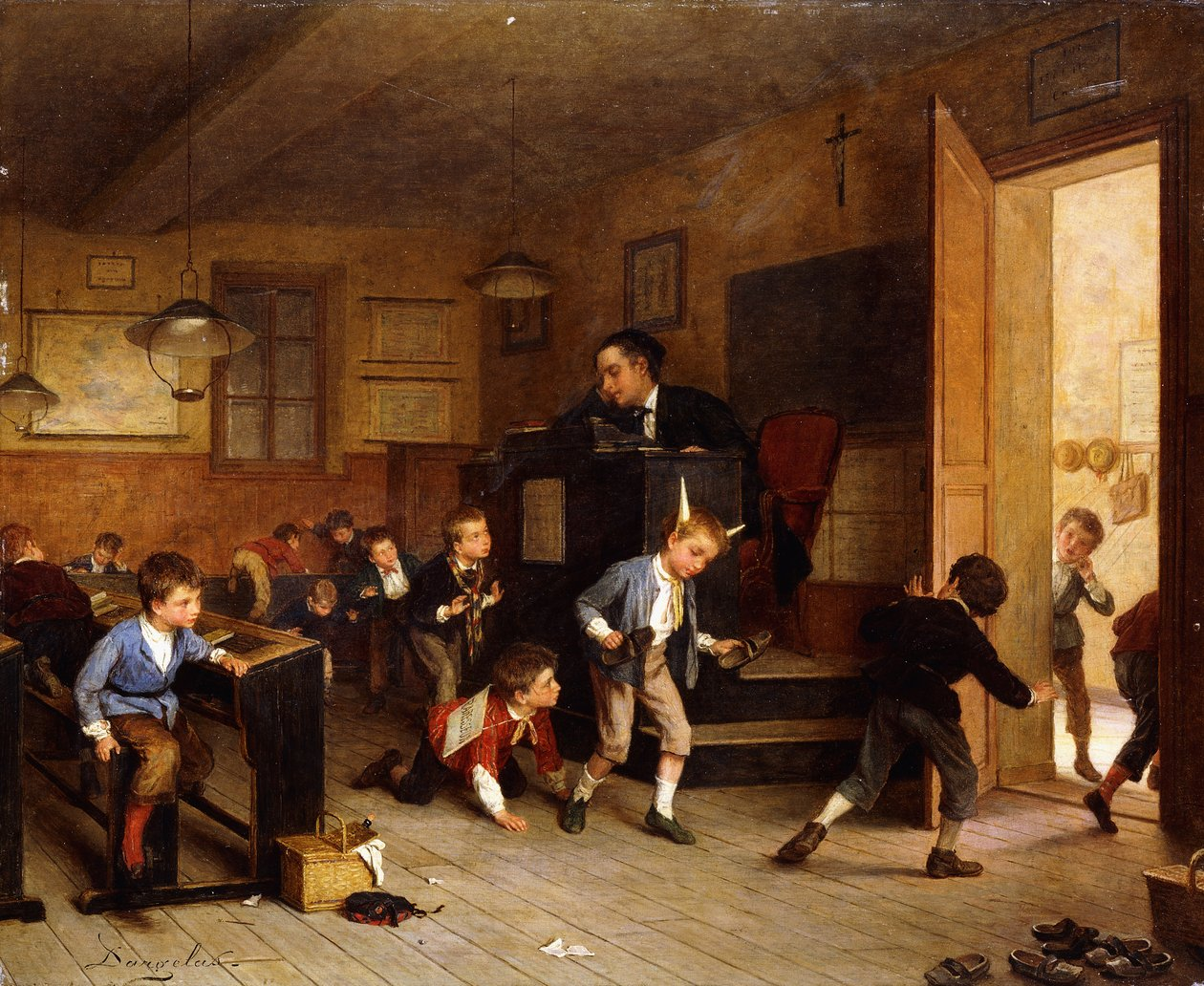
Пока хозяин спит .
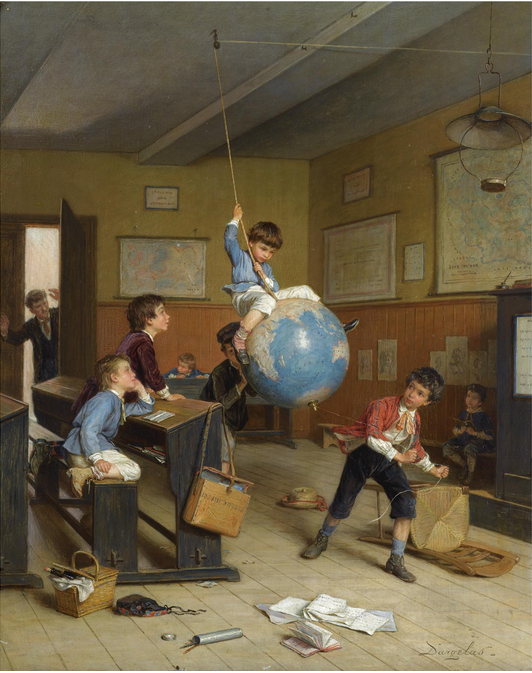
Вокруг света .
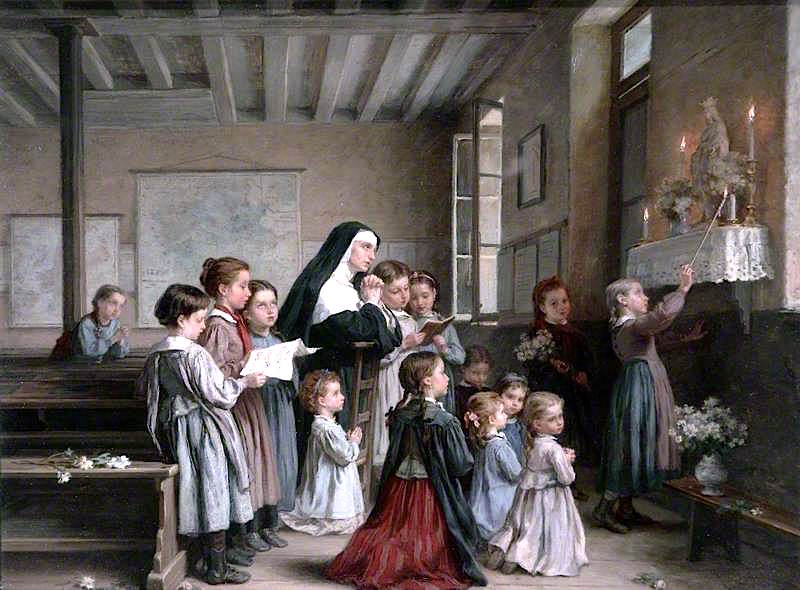
Утренняя молитва .
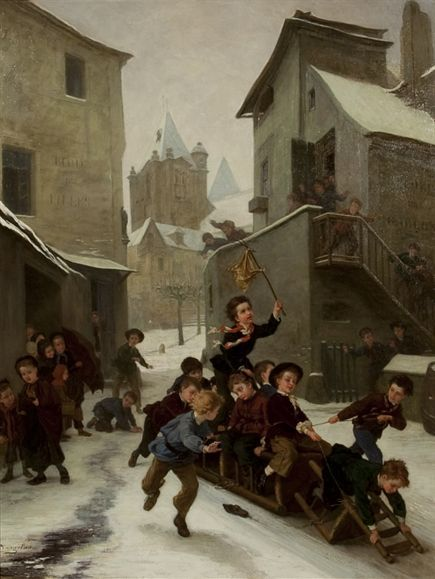
Сани .
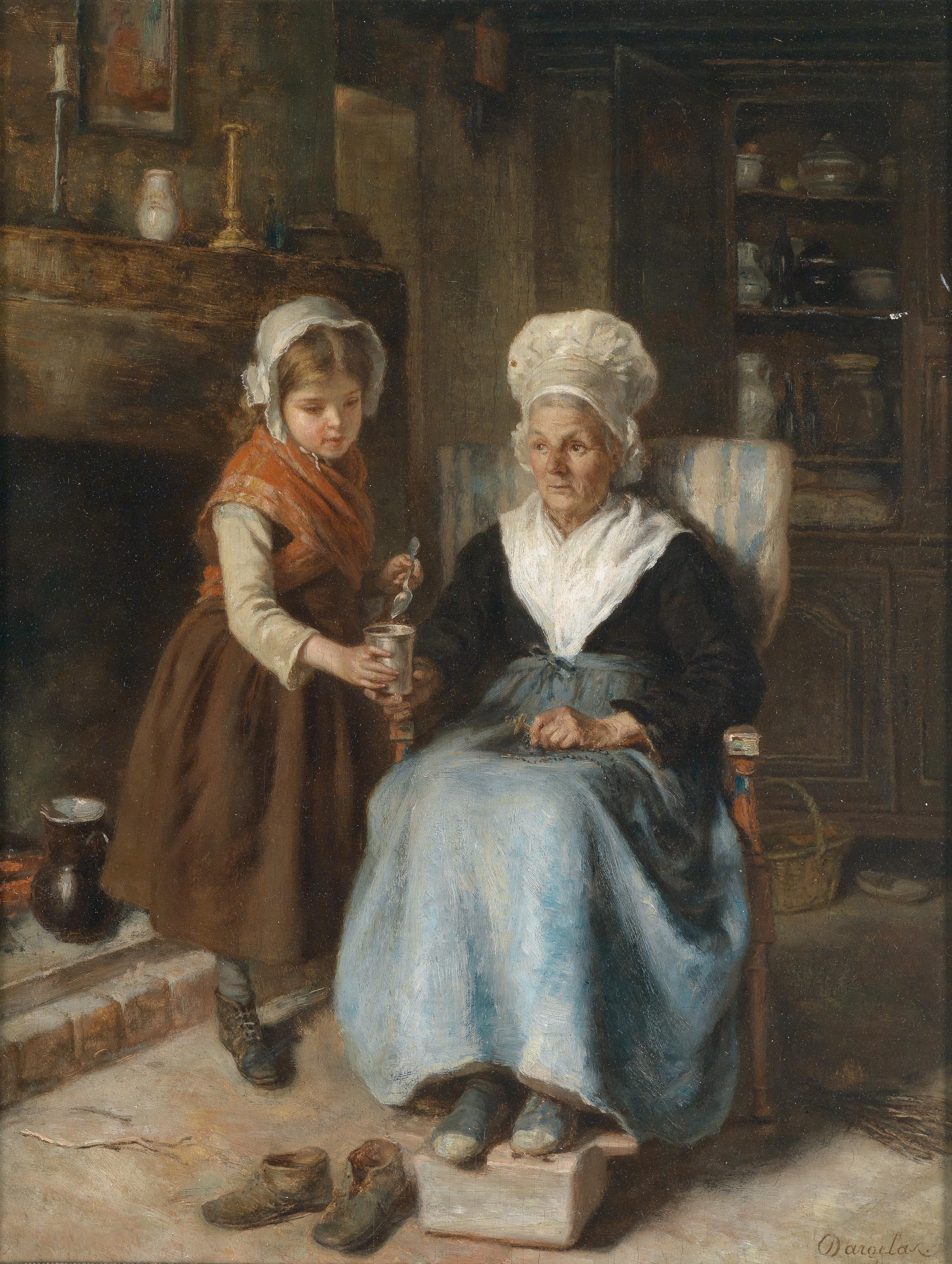
От бабушки .
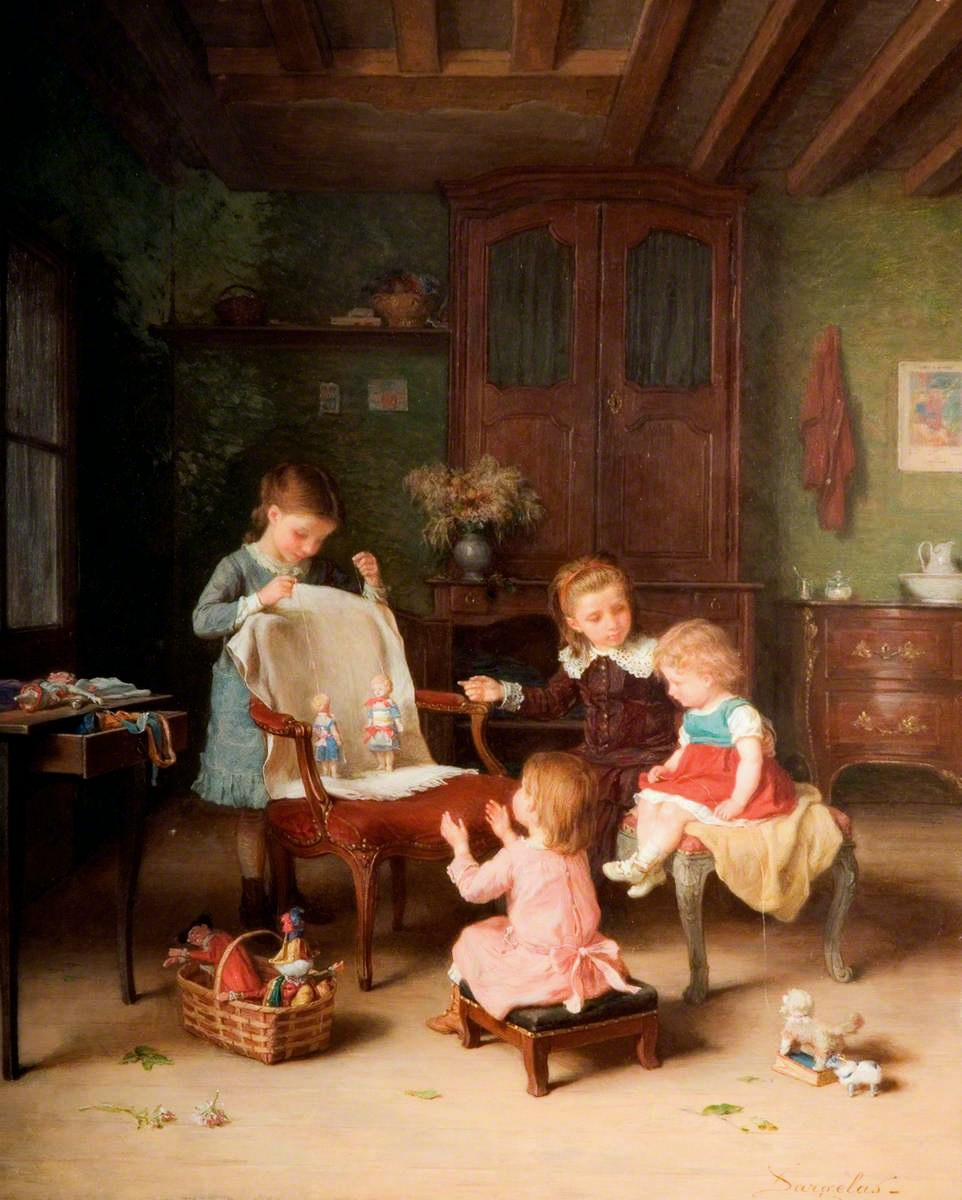
Счастливая семья .
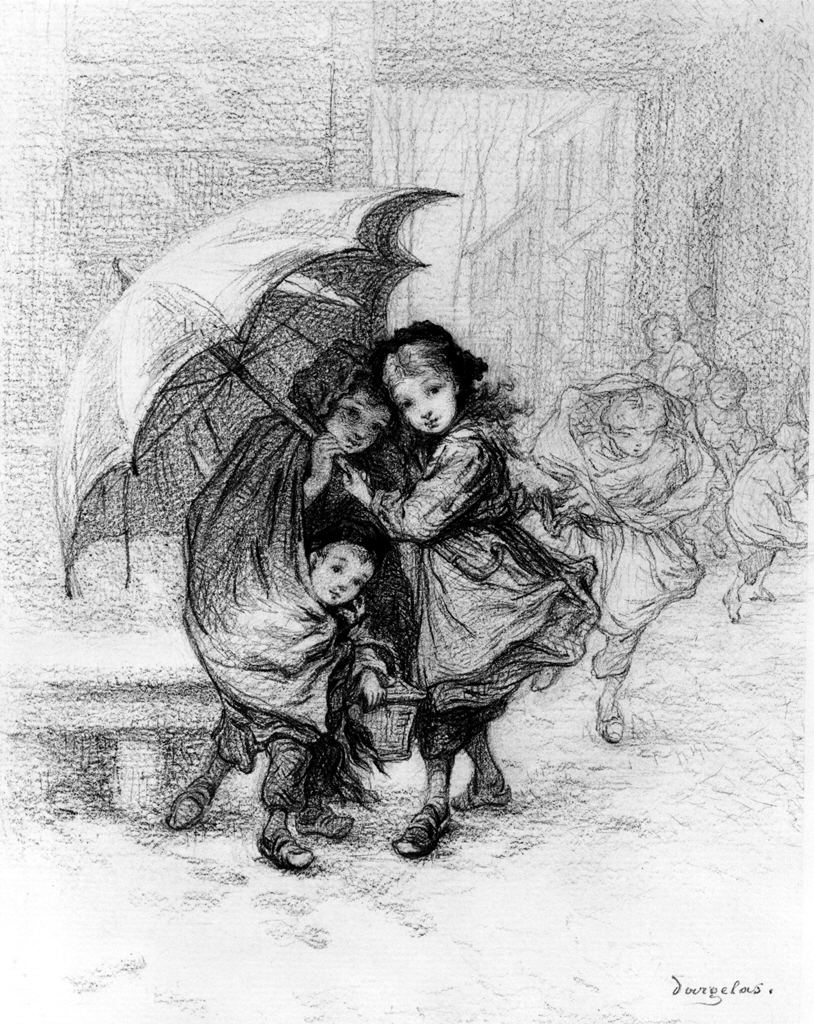
Школьники во время шторма .
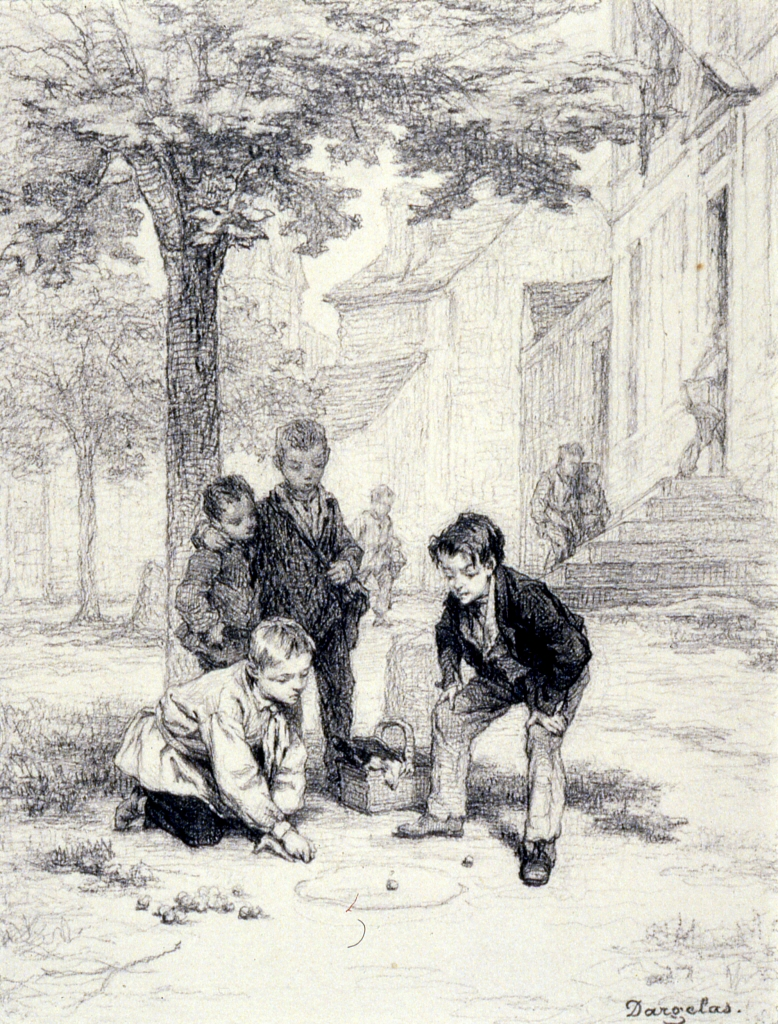
Шары .
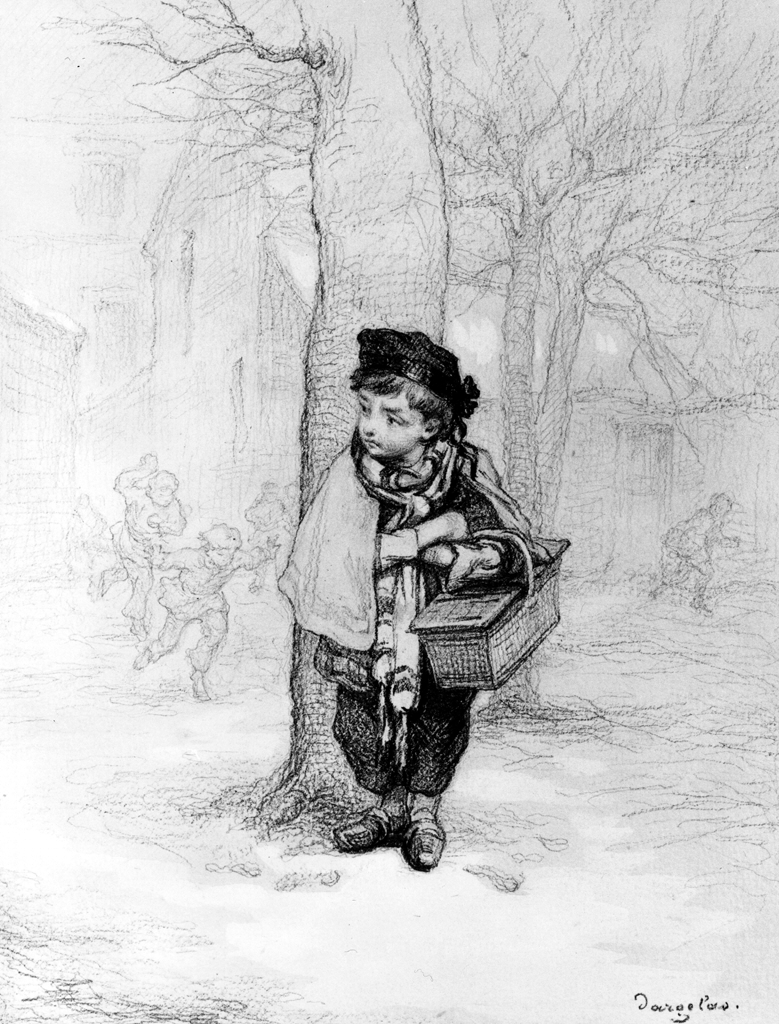
Школьник .
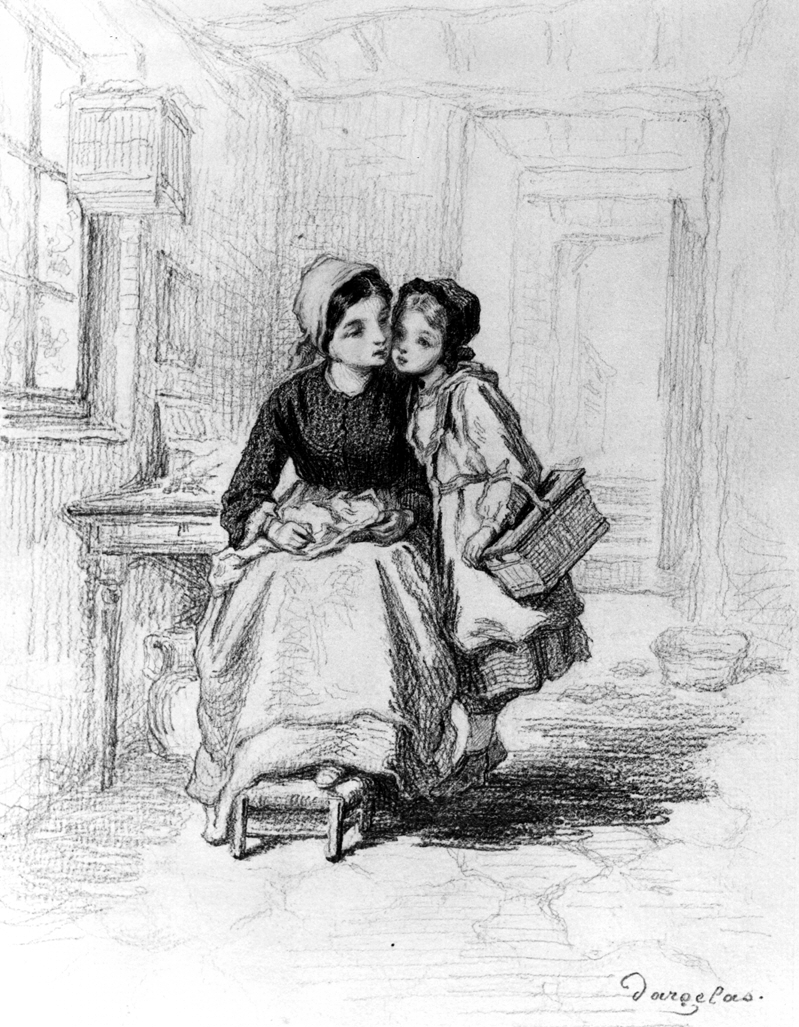
Мать и дочь .
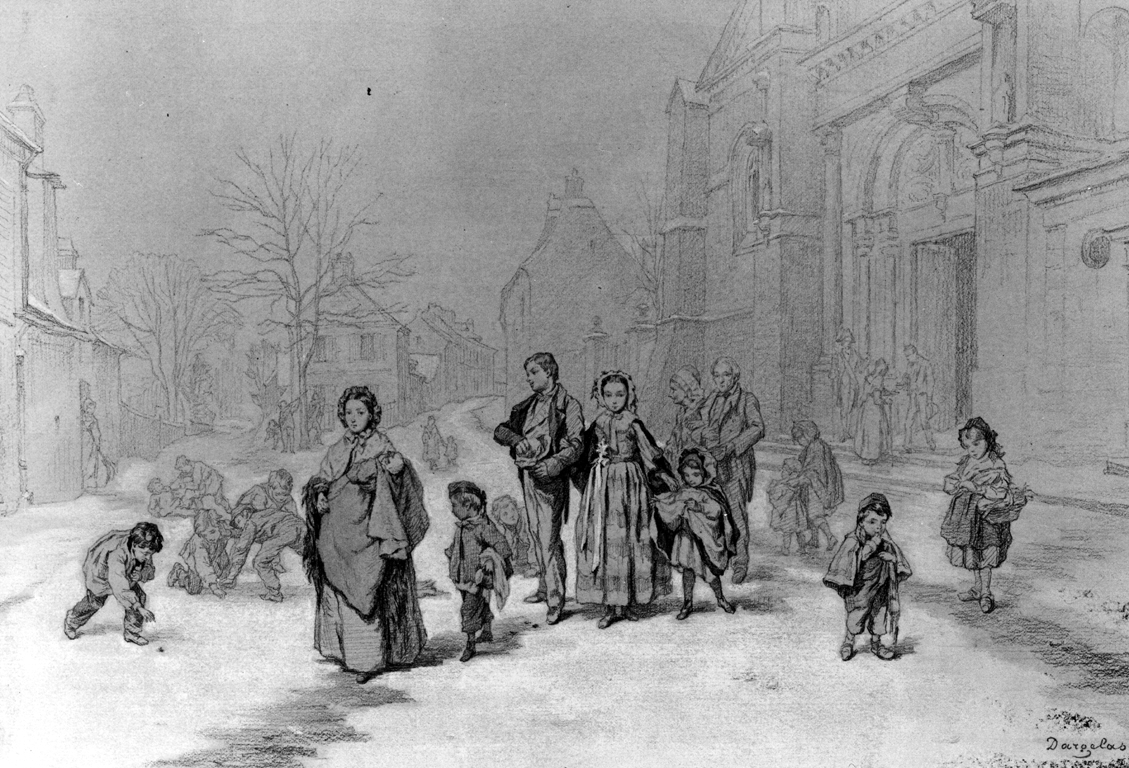
Отъезд зимней мессы .
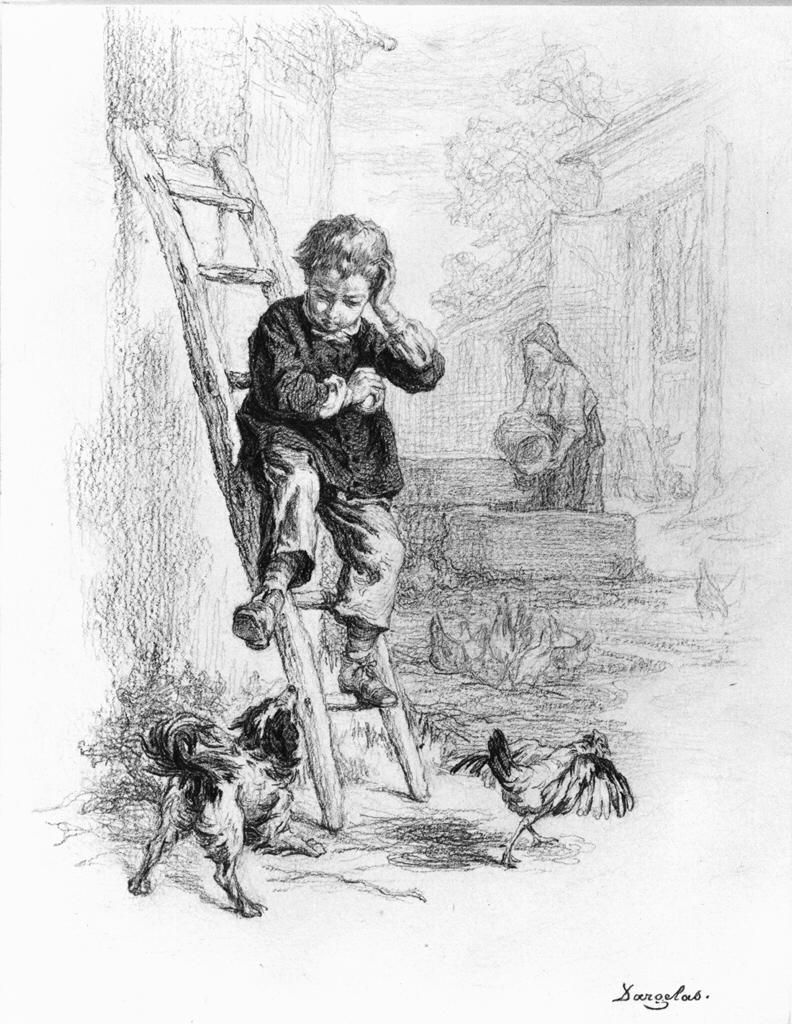
Ребенок дразнит собаку .